# Parti social-démocrate indépendant d'Allemagne
Pour les articles homonymes, voir Parti social-démocrate.
Le Parti social-démocrate indépendant d'Allemagne (en allemand : Unabhängige Sozialdemokratische Partei Deutschlands, abrégé en USPD) est un parti politique socialiste allemand.

## Scission du SPD

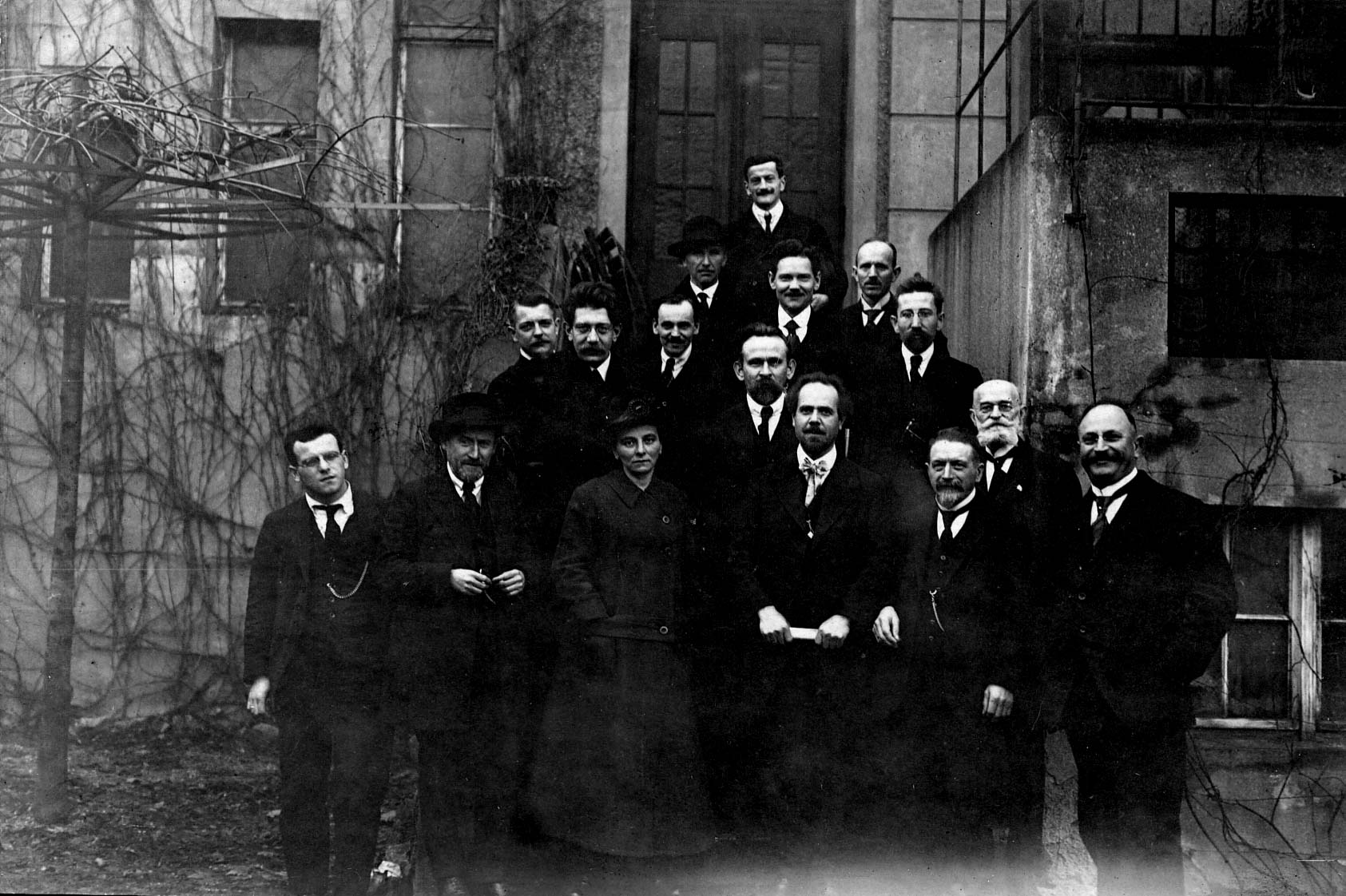
Photo de groupe des dirigeants de l'USPD au congrès de Leipzig de décembre 1919 (avec le délégué invité du SPÖ autrichien Friedrich Adler, quatrième à gauche). Sur la photo : Arthur Crispien, Wilhelm Dittmann, Lore Agnes, Richard Lipinski, Wilhelm Bock, Alfred Henke, Friedrich Geyer, Curt Geyer, Fritz Zubeil, Fritz Kunert, Georg Ledebour et Emanuel Wurm.

En août 1914, lorsque la majorité des dirigeants du Parti social-démocrate d'Allemagne (SPD) décide, contre toutes ses positions antérieures, d'accepter la guerre et de voter les crédits militaires, une minorité s'y oppose mais — contrainte par la discipline de parti — vote pour. Lors du deuxième vote en décembre 1914, Karl Liebknecht (député de la gauche du SPD) passe outre la discipline interne et vote contre. Lors du troisième vote en mars 1915, le reste de la minorité d'août 1914 décide de ne pas prendre part au vote (seul Otto Rühle rejoint Karl Liebknecht en votant contre). Cette « dissidence », cette forte minorité au sein du SPD qui est opposée à la guerre avec plus ou moins de virulence, sera exclue fin 1916. 
L'USPD est fondé par les exclus du 6 au 8 avril 1917 à Gotha. Hugo Haase en est le principal dirigeant. Les militants qui publient les Lettres de Spartacus (Ligue spartakiste) en sont membres, tout en ayant leurs propres orientations politiques (les plus connus sont Rosa Luxemburg, Karl Liebknecht, Leo Jogiches, Clara Zetkin, Paul Levi).
On désigne alors le SPD comme « SPD-majoritaire » et l'USPD comme « SPD-indépendant ». L'USPD comptera selon les périodes entre 100 000 et 700 000 adhérents.

## La révolution allemande de 1918
Au début de la révolution allemande de novembre 1918, trois membres de l'USPD, Hugo Haase, Emil Barth et Wilhelm Dittmann, sont membres du Conseil des commissaires du peuple (dirigé par Friedrich Ebert du SPD), de sa création le 10 novembre 1918 jusqu'à leur démission le 29 décembre 1918. 
Fin novembre et début décembre 1918, la direction de l'USPD refuse d'organiser un congrès extraordinaire demandé par les spartakistes. Ces derniers quittent alors l'USPD et fondent le 30 décembre, avec d'autres groupes, le Parti communiste d'Allemagne (KPD).

## La fin, entre KPD et SPD
L'USPD obtient 7,6 % des voix en janvier 1919 (après le départ des spartakistes), puis 18,8 % en juin 1920. En mars 1920, l'USPD participe, avec le KPD, le SPD et les syndicats, à la grève générale contre le « putsch de Kapp ». 
En octobre 1920, une scission intervient, et la gauche de l'USPD rejoint le KPD. Au cours du congrès de scission, la gauche avait 237 mandats et la droite 156.
En 1922, l'aile droite du parti se fond dans le SPD. 
Un groupe autour de Georg Ledebour s'y refuse et maintient un petit USPD, qui obtient 0,8 % aux élections de mai 1924. Cet USPD rejoint en 1931 le Parti socialiste ouvrier d'Allemagne (SAPD).

## Résultats électoraux

### Reichstag
| Année         | Voix      | %    | Rang | Sièges   | Gouvernement |
| ------------- | --------- | ---- | ---- | -------- | ------------ |
| 1919          | 2 317 290 | 7,6  | 5e   | 22 / 423 | Opposition   |
| 1920          | 5 046 813 | 17,9 | 2e   | 84 / 459 | Opposition   |
| mai 1924      | 235 145   | 0,8  | 14e  | 0 / 472  |              |
| décembre 1924 | 98 842    | 0,3  | 14e  | 0 / 493  |              |
| 1928          | 20 815    | 0,1  | 25e  | 0 / 491  |              |
| 1930          | 11 690    | 0,0  | 22e  | 0 / 577  |              |